# Jens Lehmann (Radsportler)

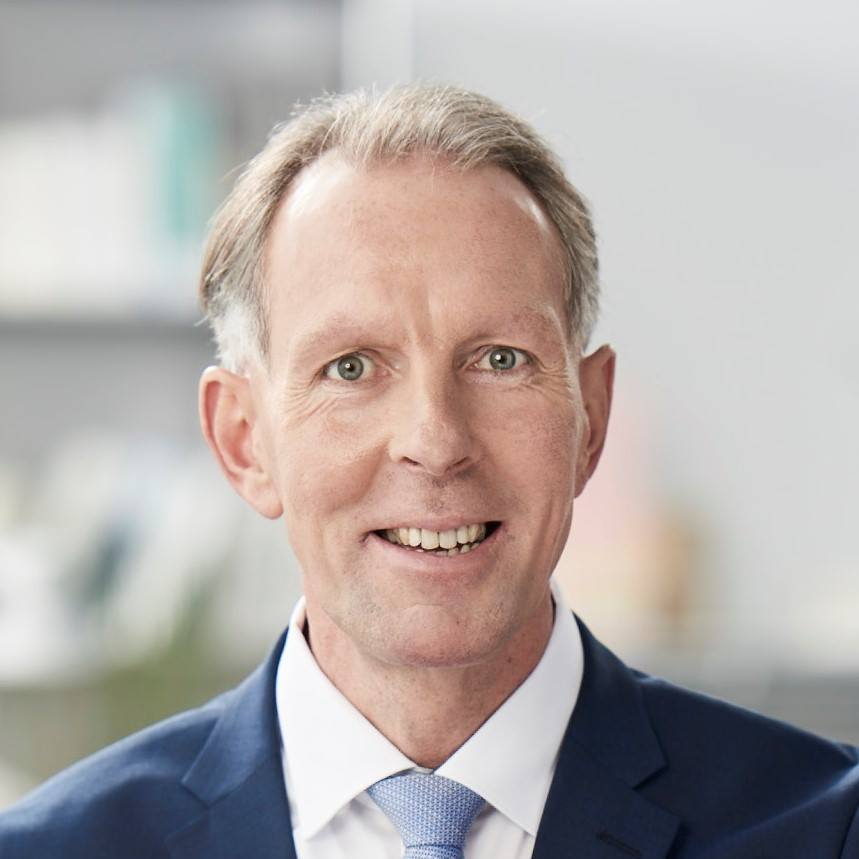
Jens Lehmann, MdB (2017)

Jens Lehmann (* 19. Dezember 1967 in Stolberg (Harz)) ist ein deutscher Politiker (CDU), ehemaliger Erzieher und Radrennfahrer. Er war ab 1980 im Radsport aktiv und zweifacher Olympiasieger, sechsfacher Weltmeister und vielfacher deutscher Meister und DDR-Meister im Bahnradsport. Seit 2017 ist Lehmann Mitglied des Deutschen Bundestages.

## Leben
Jens Lehmann hat 1988 eine Ausbildung zum Instandhaltungsmechaniker abgeschlossen. Bis 2005 war er aktiver Radrennfahrer. 2006 legte er den Abschluss als Sportmanager (IST) in Düsseldorf ab, 2010 folgte der Abschluss als staatlich geprüfter Erzieher. Bis zu seiner Wahl zum Bundestagsabgeordneten 2017 war Lehmann als Erzieher im Hort der Grundschule Machern tätig.
Jens Lehmann wohnt in Leipzig-Engelsdorf, ist seit 1990 mit der DDR-Meisterin im Straßenradsport Gabi Lehmann verheiratet und Vater einer Tochter und eines Sohnes.

## Radsport-Laufbahn
Seine sportliche Laufbahn begann Jens Lehmann als Fußball-Torwart beim TSV Rossla. Im Alter von zwölf Jahren wechselte er zum Radsport und gewann prompt sein erstes Rennen. Mit dem Team der BSG Mifa Sangerhausen gewann er seine erste deutsche Meisterschaft 1980 im Mannschaftszeitfahren seiner Altersklasse. 1981 wechselte er auf die Kinder- und Jugendsportschule des SC DHfK Leipzig in die Trainingsgruppe von Jörg Braß. Er gehörte von 1981 bis 1997 dem SC DHfK Leipzig an.
1989 wurde Lehmann Vize-Weltmeister in der Einerverfolgung der Amateure. Zwei Jahre später wurde er bei den Amateuren Weltmeister in der 4000-Meter-Mannschaftsverfolgung (Bahn-Vierer) und der 4000-Meter-Einerverfolgung. Bei den Olympischen Sommerspielen 1992 in Barcelona holte er Gold mit dem Bahn-Vierer in der Mannschaftsverfolgung und Silber in der Einerverfolgung. 1994 kam ein weiterer Weltmeistertitel mit dem Bahn-Vierer hinzu. 1994 gewann er auch den nationalen Titel im Einzelzeitfahren auf der Straße.
Für die Olympischen Sommerspiele 1996 in Atlanta wurde Lehmann nicht nominiert. Nach dem Wechsel des Bundestrainers wurde Lehmann wieder ins Team zurückgeholt und errang 1999 erneut den Weltmeistertitel im Bahn-Vierer.
Bei der Einerverfolgung während der Olympischen Sommerspiele 2000 in Sydney holte Lehmann trotz eines Trainingsunfalls wieder eine Silbermedaille, wobei er sich im Finale seinem Mannschaftskollegen Robert Bartko geschlagen geben musste. In der Mannschaftsverfolgung errang er gemeinsam mit Bartko, Guido Fulst und Daniel Becke die Goldmedaille. Der Vierer unterbot mit 3:59:710 Minuten als erstes Team überhaupt die Vier-Minuten-Grenze und stellte somit einen neuen Weltrekord über diese Strecke auf.
Als das Team des Bahn-Vierers (Jens Lehmann, Daniel Becke, Sebastian Siedler und Christian Bach) für die Weltmeisterschaften 2003 in Stuttgart durch Funktionäre des Bundes Deutscher Radfahrer umformiert wurde, folgte Lehmann einem Boykottaufruf seines Trainers Jens Lang, so dass die Wettbewerbe in der Mannschaftsverfolgung das erste Mal seit Bestehen dieser Disziplin ohne eine deutsche Beteiligung ausgetragen wurden.
BDR-Präsidentin Sylvia Schenk und Sportdirektor Burckhard Bremer reagierten mit einer Suspendierung des Teams aus der Nationalmannschaft und für die Olympischen Spiele. Über Lehmann und Becke wurden Sperren von zwei Jahren, über Siedler von einem Jahr verhängt. Dieser Machtkampf zwischen Funktionären und Sportlern führte schließlich zu einer gerichtlichen Auseinandersetzung. Auf Grund von Protesten wurden die Strafen schließlich deutlich verkürzt. Die Sanktionen gegen Lehmann wurden am 13. Januar 2004 durch den BDR aufgehoben.
Für die Olympischen Sommerspiele 2004 in Athen wurde Lehmann vom BDR mit der Begründung nicht nominiert, er sei zu alt. Dem neu zusammengestellten deutschen Bahn-Vierer wurden keine Medaillenchancen zugerechnet; dessen vierter Platz übertraf die Erwartungen.
Am 3. September 2004 gewann Jens Lehmann bei der Deutschen Bahnradmeisterschaft in seiner Heimatstadt Leipzig in der Einerverfolgung und wurde damit zum zehnten Mal in dieser Disziplin Deutscher Meister. In der Mannschaftsverfolgung errang er ebenfalls Gold.
Von 1981 bis 1997 gehörte Jens Lehmann dem SC DHfK Leipzig an und wechselte 1998 zu Köstritzer. 2001/2002 fuhr er zwischenzeitlich für das Team Nürnberger.
Am 17. September 2005 fand auf der Alfred-Rosch-Kampfbahn in Leipzig ein Abschiedsrennen für Jens Lehmann statt.

## Politik und ehrenamtliches Engagement
Seit 2004 ist Jens Lehmann gewählter Stadtrat in Leipzig für den Wahlkreis 2 mit den Ortsteilen Anger-Crottendorf, Sellerhausen-Stünz, Paunsdorf, Mölkau, Engelsdorf, Baalsdorf, Althen und Kleinpösna. Aktuell ist er Mitglied im Ausschuss Sport und im Aufsichtsrat der Sportbäder Leipzig GmbH. Zudem ist Lehmann Vizepräsident des Stadtsportbundes Leipzig.
Auf Parteiebene ist er seit 2009 Vorsitzender des Leipziger CDU-Ortsverbandes Althen, Engelsdorf, Kleinpösna und Hirschfeld.
Zur Bundestagswahl 2005 trat Lehmann als Direktkandidat der CDU im Wahlkreis Leipzig I (152) an, wurde aber nicht gewählt. Im Vorfeld der Bundestagswahl 2017 nominierten ihn die CDU-Mitglieder erneut als Direktkandidaten für den Wahlkreis. Lehmann setzte sich dabei gegen die ehemalige Wahlkreisabgeordnete Bettina Kudla und weitere Mitbewerber durch.
Am 24. September 2017 gewann Jens Lehmann mit 43.919 Erststimmen (27,5 %) das Direktmandat und zog somit in den 19. Deutschen Bundestag ein. Dort war er Mitglied im Verteidigungsausschuss, im Petitionsausschuss und stellvertretend im Sportausschuss.
Bei der Wahl zum 20. Deutschen Bundestag am 26. September 2021 erreichte er mit 20,5 % der Erststimmen erneut das Direktmandat für die CDU. im 20. Deutschen Bundestag war er Mitglied im Verteidigungsausschuss und im Sportausschuss.
Bei der Bundestagswahl 2025 verfehlte Lehmann das Direktmandat für seinen Wahlkreis im Leipziger Norden; er errang über die Landesliste seiner Partei erneut ein Bundestagsmandat. Im 21. Deutschen Bundestag ist er erneut ordentliches Mitglied im Verteidigungsausschuss und im Ausschuss für Sport und Ehrenamt.

## Positionen
Im August 2022 forderte er, den ukrainischen Botschafter Andrij Melnyk zur Persona non grata zu erklären und aus Deutschland auszuweisen.
Am 31. Januar 2025 stimmte Jens Lehmann in einer namentlichen Abstimmung für das von der CDU in den Bundestag eingebrachte Zustrombegrenzungsgesetz. Das Gesetz fand keine Mehrheit.

## Auszeichnungen und Ehrungen
- 1992 Sport-Bambi
- 1992 Silbernes Lorbeerblatt des Bundespräsidenten
- 1995 Bild-Osgar
- 1995 Goldene Ehrennadel des Sächsischen Radfahrerbundes
- 1996 Ehrenbürger der Gemeinde Roßla
- 2000 Mitglied von Deutschlands Mannschaft des Jahres
- 2000 Silbernes Lorbeerblatt des Bundespräsidenten
- 2000 Sportler des Jahres in Leipzig
- 2000 Sportler des Jahres in Sachsen